# Kupetsy Jem
Kupetsy Jem är en ort i Mexiko.   Den ligger i kommunen Santa María Tlahuitoltepec och delstaten Oaxaca, i den sydöstra delen av landet, 400 km sydost om huvudstaden Mexico City. Kupetsy Jem ligger 2 230 meter över havet och antalet invånare är 136.
Terrängen runt Kupetsy Jem är bergig åt nordost, men åt sydväst är den kuperad. Terrängen runt Kupetsy Jem sluttar västerut. Runt Kupetsy Jem är det ganska tätbefolkat, med 62 invånare per kvadratkilometer. Närmaste större samhälle är Tamazulápam del Espíritu Santo, 3,5 km söder om Kupetsy Jem. I omgivningarna runt Kupetsy Jem växer i huvudsak blandskog.